# Laevidentalium eburneum
Laevidentalium eburneum är en blötdjursart som först beskrevs av Carl von Linné 1767.  Laevidentalium eburneum ingår i släktet Laevidentalium och familjen Laevidentaliidae. Inga underarter finns listade i Catalogue of Life.